# 森本治吉
森本 治吉（もりもと じきち、1900年1月10日 - 1977年1月12日）は、日本の歌人・国文学者。学位は、文学博士。二松学舎大学名誉教授。歌人の槇弥生子は子の妻。歌人の森本平は孫。

## 人物
1900年（明治33年）、熊本県熊本市新町に生まれる。1920年（大正9年）、第五高等学校在学中に短歌雑誌「白路」を創刊、この年「アララギ」に入会。「白路」の名は当時第五高等学校の教授であった高木市之助の命名という。1923年（大正12年）、東京帝国大学文科へ進学し、佐佐木信綱、久松潜一、高木市之助に学ぶ。1946年（昭和21年）「白路」を復刊し社主となる。1929年（昭和4年）二松学舎専門学校教授となり、のち二松学舎大学教授となる。1950年『万葉美の展開』で駒澤大学より博士（文学）の学位を取得。1973年二松学舎大学を定年退職し名誉教授となる。1974年、歌会始の召人を務める。
1952年（昭和27年）上代文学会創設委員として尽力、設立後常任理事として事務局を担当。1958年（昭和33年）より理事長。他に、日本風土学会理事、日本歌人クラブ理事など。万葉集の専門的研究及び万葉集の普及活動、歌作及び作歌指導活動に尽力した。編著書は多数に及ぶが、第一編著は1932年（昭和7年）『作者類別年代順万葉集』(澤瀉久孝共著)、1941年（昭和16年）には半架空自叙伝である『万葉に生くる者』が出ている。第一歌集は1951年（昭和26年）『晩鐘』。以後生前のものに『耳』『伊豆とみちのく』がある。代表的な万葉研究書に『万葉集の芸術性』『万葉精粋の鑑賞』『人麿の世界』『高橋蟲麻呂』などがある。『万葉集総索引』は、自分の仕事だったと、『国語国文学研究史大成　万葉集』に森本本人が記している。
1977年（昭和52年）1月12日、脳軟化症のため東京都杉並区の病院にて死去。77歳没。戒名は「積学院治徳寿光居士」。

## 著書
- 『歴代歌人研究 第2巻 山部赤人』厚生閣 1938
- 『万葉集の芸術性』修文館 1941
- 『万葉に生くる者』古今書院 1941
- 『高橋虫麻呂』青梧堂 日本文学者評伝全書 1942
- 『萬葉精粹の鑑賞』大日本雄辯會講談社 1942‐43
- 『人麿の世界 その皇室観・世界観の新研究』昭森社 1943
- 『万葉のうた』玉村吉典絵 講談社 1943
- 『憶良の悲劇』生活社 日本叢書 1946
- 『日本詩歌の曙』三省堂出版 1947
- 『文学の発生と伝統』文化書院 1947
- 『万葉美の展開』清流社 白路叢書 1949
- 歌集『晩鐘』白路社 明日香路社 1951
- 歌集『耳歌集』甲陽書房 白路歌集 1956
- 歌集『伊豆とみちのく』白路編集部 1972
- 『森本治吉語録集』白路社 白路叢書 1988
- 『森本治吉作品集』短歌研究社 白路叢書 1993
- 『万葉恋歌抄』槙弥生子編 短歌研究社 1996

### 共編著・校注
- 『万葉集 作者類別年代順』澤瀉久孝共著 新潮社 1932　のち勉誠社
- 『万葉集(抄) 新訂要註』編 三省堂 高等国文叢刊　1934
- 『高等国文学要講』編著 瑞穂書院 1939
- 『万葉集大辞典 ア行』正宗敦夫共編 日本古典全集刊行会 1943
- 『符号本万葉集』上巻 編 昭森社 1944
- 『日本文学大成 万葉集』校訂 地平社 1947
- 『万葉秀玉集』共編 明治書院 1949
- 『万葉集講座 第3巻 (研究篇)』久松潜一,木俣修共監修 創元社 1954
- 『日本文学入門』吉田精一共編著 小峯書店 1967
- 『万葉の世界』編 小峰書店 文学の世界シリーズ 1968
- 『上代歌謡』共編 桜楓社 1986